# Luarts Lame
Luarts Lame (sinh 28 tháng 11 năm 1992) là một cầu thủ bóng đá Albania thi đấu cho KS Pogradeci ở Giải bóng đá hạng nhất quốc gia Albania.